# 하스누마촌
하스누마촌(蓮沼村)은 지바현 산부군에 있던 촌이다. 산부군에서 마지막으로 남은 촌이였다.
2006년 3월 27일에 나루토정, 산부정, 마쓰오정과 합병해, 산무시가 되었기 때문에 소멸하였다.

## 지리
지바현 태평양 쪽, 구주쿠리 평야에 위치한 구주쿠리 해변 한가운데에 위치하고 있으며. 고대에는 이 마을의 대부분이 바다였다. 가마쿠라 시대에 마을이 세워지고 해안선이 후퇴하면서 넓어진 것으로, 기복이 전혀 없다고 해도 과언이 아니다.

## 역사
지바현 자치단체 중에서도 특히 면적이 작지만, 가마쿠라 시대 초기에 카즈사 히로츠네가 숙청되었을 때 히로토모의 손자가 해안을 따라 이곳으로 피신해 온 마을로, 정촌제 시행에 따라 이 마을의 개간지인 히라노신다를 병합했지만, 입촌 이후 다른 자치단체와 합병하지 않았기 때문이다.
- 1889년 4월 1일 - 정촌제 시행에 수반해 무사군 하스누마촌이 성립하였다.
- 1897년 4월 1일 - 무사군이 야마베군과 합병해 산부군이 되었다.
- 2006년 3월 27일 - 나루토정, 산부정, 마쓰오정과 합병해 산무시가 되었다.

## 교통
마을 내에는 철도가 지나지 않는다. 공공기관을 이용할 때는 소부 본선 나루토역에서 노선버스(WL바플라워버스), 요코시바역에서 노선버스(치바교통) 또는 택시를 이용하거나 나리타공항 제2여객터미널에서 공항셔틀버스를 이용해도 된다.

### 도로
- 지바현도 제30호선
- 지바현도 제58호선
- 지바현도 제122호선

## 출신유명인
- 스즈키 타카마사 鈴木孝政 (전 프로야구 선수)

## 참고문헌
- 角川日本地名大辞典編纂委員会『角川日本地名大辞典 12 千葉県』 角川書店、1984年、ISBN 4-04-001120-1